# Шатров, Илья Алексеевич
Илья́ (И́лий) Алексе́евич Шатро́в (1 апреля 1879 (1885) — 2 мая 1952) — русский и советский военный музыкант, капельмейстер и композитор, гвардии майор Советской Армии, автор вальса «На сопках Маньчжурии».

## Биография
Илья Алексеевич Шатров родился в уездном городе Землянске (ныне — в Семилукском районе Воронежской области) в семье отставного унтер-офицера Литовского лейб-гвардии пехотного полка, владевшего булочной и чайной. В воспитании Ильи активное участи принимал его дядя Михаил. С детских лет научился играть на балалайке и гармошке, выделялся необычайной музыкальной одаренностью.
После смерти отца в 1893 году определён воспитанником во взвод трубачей Гродненского гусарского лейб-гвардии полка, где научился играть на барабане и трубе. По ходатайству командира полка был направлен и, в порядке исключения, принят на учёбу в Варшавский музыкальный институт, который окончил в 1900 (1903) году со званием военного капельмейстера.
После окончания института в 1903 году принял насчитывавшую около шестидесяти музыкантов музыкальную команду Мокшанского резервного батальона в Пензенской губернии (преобразован в 214-й резервный Мокшанский пехотный полк в 1904 году). С началом русской-японской войны полк отправлен на Дальний Восток.
В феврале 1905 года 214-й резервный Мокшанский пехотный полк принял участие в сражении под Мукденом. Полк держал оборону, прикрывая отступление армии. В критический момент, когда уже заканчивались боеприпасы, командир полка полковник Павел Побыванец скомандовал: «Знамя и оркестр — вперед!». Капельмейстер Шатров вывел оркестр на бруствер и приказал играть боевой марш, повёл оркестр вперёд за знаменем полка. В отчаянной штыковой атаке полк прорвал окружение. В бою был тяжело ранен и вскоре скончался командир полка. Полк потерял более половины личного состава и ещё почти год оставался в Маньчжурии. После всех боёв из первоначального состава полка (почти 4000 человек) осталось около 700 человек. Из бывшего состава оркестра (61 человек) в живых осталось только 7 музыкантов, за проявленное мужество все семеро были награждены георгиевскими крестами, Илья Шатров — офицерским орденом Святого Станислава 3-й степени с мечами (второе подобное награждение капельмейстеров), а оркестр удостоен серебряных труб.
После окончания русско-японской войны Мокшанский полк ещё целый год оставался в Маньчжурии, где Илья Алексеевич, однажды попав по приказу нового командира полка на гауптвахту, начал писать вальс «Мокшанский полк на сопках Маньчжурии», посвящённый погибшим боевым товарищам.
В сентябре 1906 года полк был переведён в Самару, где Шатров познакомился с педагогом и композитором О. Ф. Кнаубом. С его помощью была завершена работа над вальсом. Здесь же в Самаре вальс был впервые исполнен перед публикой, духовым оркестром дирижировал сам Шатров. Поначалу публика достаточно прохладно встретила этот вальс, но уже через год граммофонные пластинки с его записями стали пользоваться большой популярностью. Впервые изданные в 1907 году, ноты вальса к 1911 году были переизданы уже 82 раза. После 1911 года название вальса сократилось, он стал называться «На сопках Маньчжурии».
Влюбившись в молодую девушку, Александру Шихобалову, Шатров написал вальс «Дачные грёзы», который также стал пользоваться большим успехом. В 1910 году любимая скончалась, полк был расформирован, и в такой тяжёлой обстановке Шатров написал новое сочинение — «Осень настала» на слова Я. Пригожего.
Огромная популярность вальса «На сопках Маньчжурии» показала Шатрову, что как автор мелодии он оказался обделённым в доходах. Кроме того, объявился какой-то человек, заявлявший, что не Шатров, а именно он является настоящим автором вальса. Он также пытался привлечь Шатрова к суду, но эта попытка провалилась.
В то время фирмы, выпускавшие граммофонные пластинки, выплачивали автору разовый гонорар, а потом выпускали сколько им было угодно тиражей с записью музыки. Только с принятием в 1911 году первого в России закона об авторских правах применительно к грамзаписи у авторов появилась возможность защитить свои интересы, и Шатров не замедлил этим воспользоваться. Судебные иски были поданы против ряда компаний. Результатом этой кампании стало то, что большинство фирм стали выпускать пластинки с наклеенными авторскими марками, а фирма «Сирена Рекорд» проиграла судебный процесс автору вальса «На сопках Маньчжурии» и вынуждена была выплачивать ему авторское вознаграждение в размере 15 копеек с каждой проданной пластинки.
После революции вступил в Красную армию, был капельмейстером красной кавалерийской бригады. После окончания Гражданской войны до 1935 года служил в Павлограде. C 1935 по 1938 год руководил оркестром Тамбовского кавалерийского училища, в 1938 году был уволен в запас по возрасту и остался работать в Тамбове. Здесь, в 1941—1943 годах работал сначала секретарём, а затем заместителем директора по хозяйственной части в областной библиотеке им. А. С. Пушкина. Во время Великой Отечественной войны в 1943 году вновь вернулся в армию: служил капельмейстером дивизии. Войну закончил с двумя медалями и орденом Красной Звезды. После войны руководил оркестром Кировабадского гарнизона в Закавказском военном округе (военного оркестра Закавказского военного округа).
Ушёл в отставку в 1951 году, вернулся в Тамбов, где заведовал музыкальной частью в Тамбовском суворовском училище.
Скончался в Тамбове 2 мая 1952 года. Похоронен на Воздвиженском кладбище.

## Произведения
- На сопках Маньчжурии
- Дачные грёзы
- Осень настала
- Голубая ночь в Порт-Артуре[1]

## Награды
- Серебряная медаль «За усердие» (1904)
- орден Святого Станислава 3-й степени с мечами (1905)
- Орден Красной Звезды
- Медаль «За отвагу»
- Медаль «За боевые заслуги»

## Память

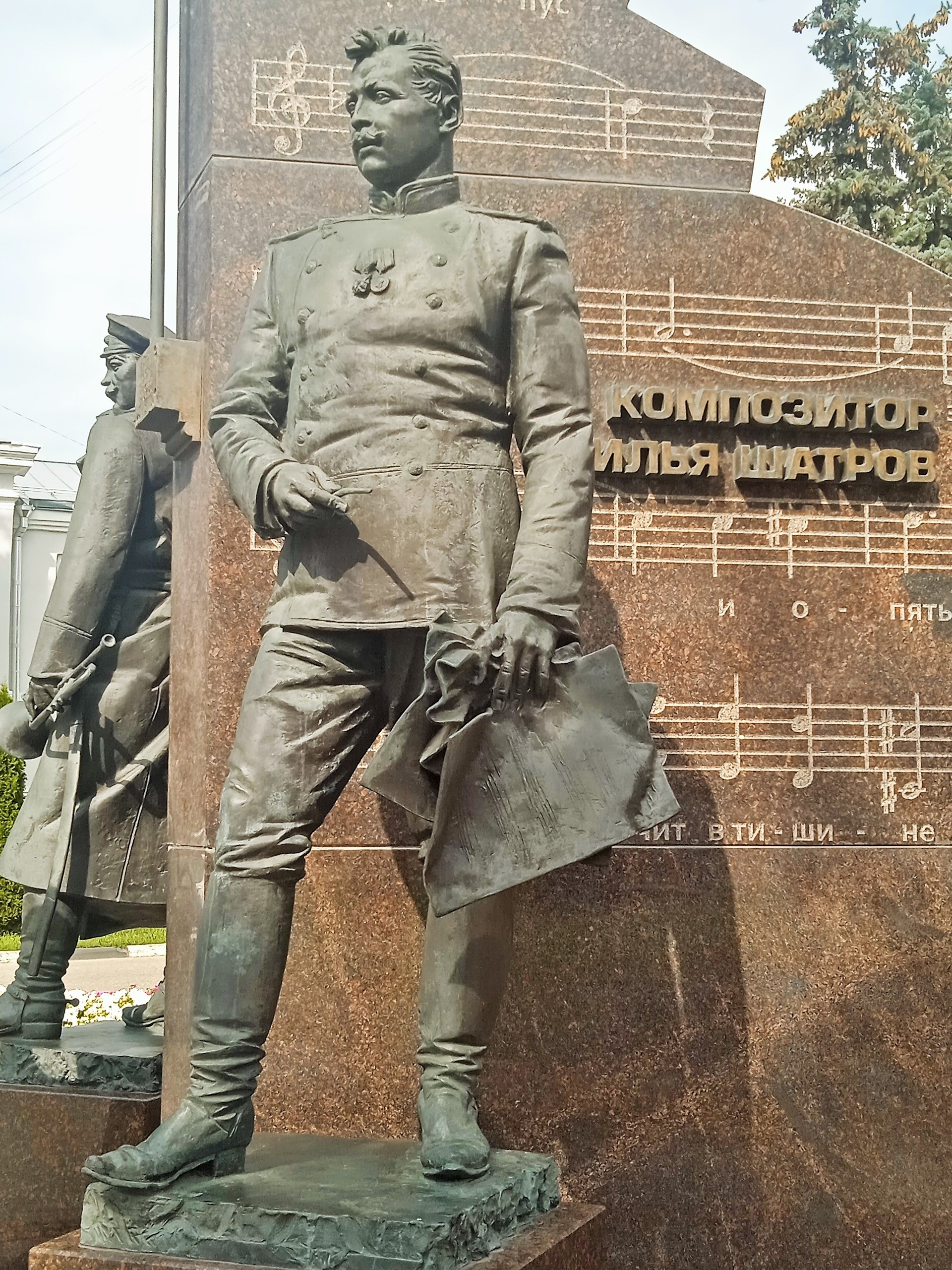
Памятник Илье Шатрову в Тамбове

- Похоронен на Воздвиженском кладбище в Тамбове. Над могилой — плита из белого мрамора с надписью золотом: «Гвардии майор, композитор Илья Алексеевич Шатров. Творец вальса „На сопках Маньчжурии“».

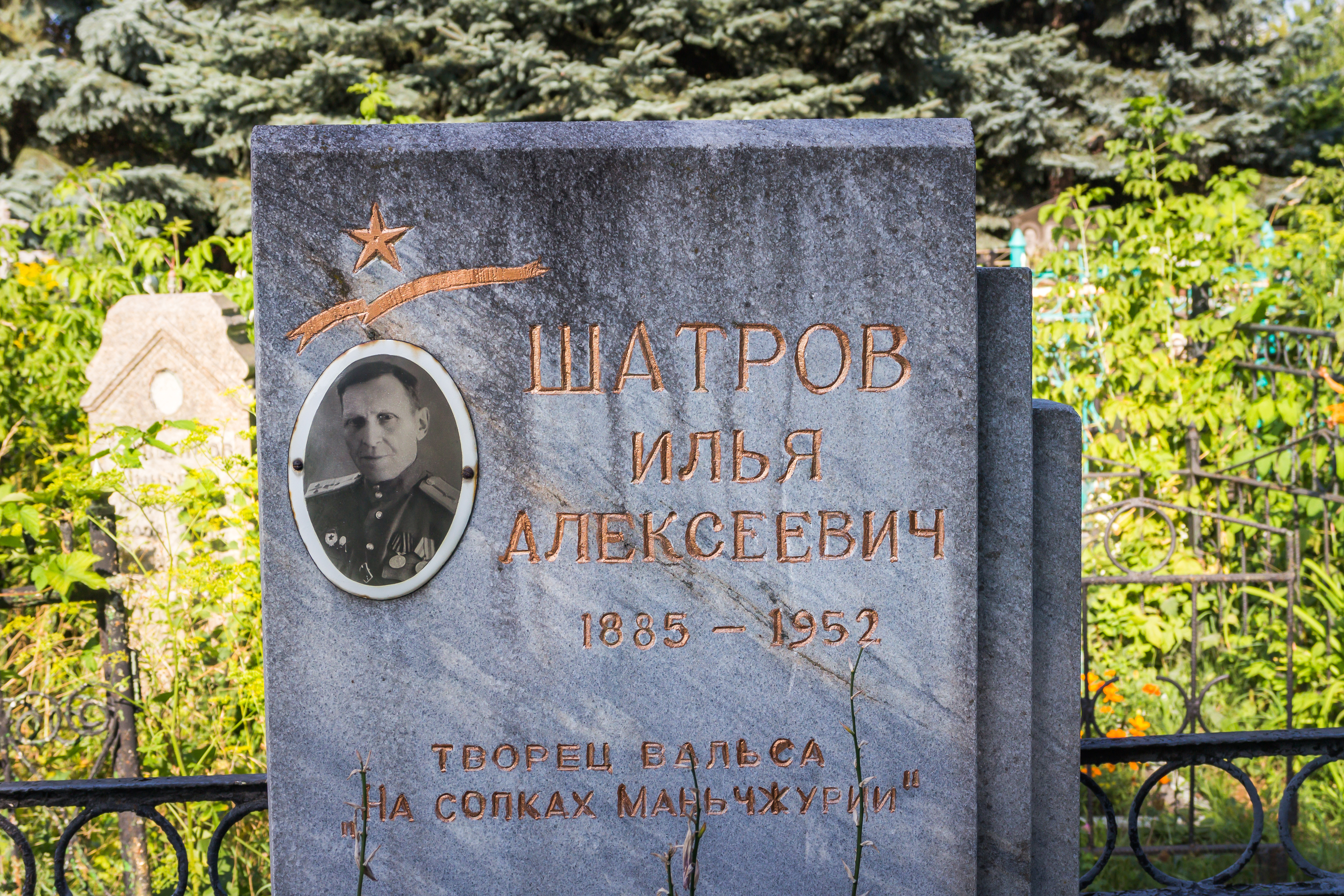
Могила И.А. Шатрова и его жены на Воздвиженском кладбище

- Мемориальные доски на здании Тамбовского военного авиационно-инженерного института и на домике, в котором он жил.
- Памятник Василию Агапкину и Илье Шатрову в городе Тамбов (2015)[7].
- 27 августа 2016 года на Родине Ильи Алексеевича в Землянске был открыт памятный знак рядом с музыкальной школой[8].